# جيمس مونرو سميث (رجل أعمال)
جيمس مونرو سميث (بالإنجليزية: James Monroe Smith)‏ هو شخصية أعمال أمريكي، ولد في 9 أكتوبر 1888 في مقاطعة جاكسون في الولايات المتحدة، وتوفي في 6 يونيو 1949 في سجن ولاية لويزيانا في الولايات المتحدة بسبب نوبة قلبية.